# Estranged
Estranged è un singolo del gruppo musicale statunitense Guns N' Roses, il quinto estratto dal quarto album in studio Use Your Illusion II e pubblicato il 17 gennaio 1994.

## La canzone
Estranged è essenzialmente un pezzo d'amore, per quanto triste questo amore possa essere. È spesso messo a confronto con November Rain, per le tematiche, la lunghezza e la presenza di spicco del pianoforte nel brano, che esegue anche un assolo. Anche i riff della chitarra portano a cercare un confronto tra le due canzoni. La sua struttura progressive, senza un vero ritornello, con molti riff diversi, e un più solido lavoro di chitarra, la rende secondo moltissimi superiore alla sua più nota controparte. Riguardo al paragone con November Rain, Axl Rose ha spiegato:

## Video musicale
Il videoclip di Estranged rappresenta il terzo capitolo della cosiddetta trilogia video che i Guns avevano iniziato con Don't Cry, per proseguire con November Rain, e proprio come questi, è uno dei video ad alto budget prodotti dalla band. In ogni caso ha poco a che vedere con gli altri due. I temi della canzone, l'estraniamento, la separazione, sono qui ben rappresentati, con la polizia che irrompe in casa di Axl Rose. Alla fine del video, il cantante si tuffa nell'oceano, ma viene salvato da un gruppo di delfini. La scena in cui Slash esce dall'oceano suonando la chitarra, verrà parodiata anni dopo nel video In Too Deep dei Sum 41. Secondo molti Axl Rose avrebbe voluto gettarsi da una portaerei invece che da una petroliera ma secondo i manager era troppo costoso. Le scene dal vivo sono state filmate allo Olympiastadion di Monaco di Baviera durante lo Use Your Illusion Tour.

## Tracce
1. Estranged (LP version) – 9:23 (Axl Rose)
2. The Garden (LP version) – 5:17 (Axl Rose, Del James, West Arkeen)

## Formazione
- W. Axl Rose – voce
- Slash – chitarra solista
- Izzy Stradlin – chitarra ritmica
- Duff McKagan – basso
- Dizzy Reed – tastiera, pianoforte
- Matt Sorum – batteria

## Classifiche
| Classifica (1994)             | Posizione massima |
| ----------------------------- | ----------------- |
| Australia                     | 40                |
| Nuova Zelanda                 | 28                |
| Stati Uniti (mainstream rock) | 16                |
| Svezia                        | 26                |
| Svizzera                      | 41                |